# Eleições parlamentares de Sarre em 1955
As eleições parlamentares do Sarre de 18 de dezembro de 1955 foram as terceiras eleições no Protetorado de Sarre e a última antes da adesão do Sarre à Alemanha.

## Antecedentes
Depois das eleições de 1952 o Partido Popular Cristão do Sarre (CVP) e o Partido Social-Democrata do Sarre (SPS) formaram um governo de coligação. A partir de 1954, o CVP governou sozinho, graças à sua maioria absoluta.
Na sequência da derrota do Estatuto do Sarre no referendo de 23 de outubro de 1955, o primeiro-ministro Johannes Hoffmann (CVP) demitiu-se. Foi sucedido pelo independente Heinrich Welsch, à frente de um «Fachkabinett» (governo de tecnocratas). O Parlamento do Sarre votou a sua própria dissolução e as eleições parlamentares foram antecipadas para dezembro de 1955.
Pela primeira vez foi permitida a participação dos ramos locais dos partidos da República Federal da Alemanha, como a CDU ou o SPD (este último concorreu usando o nome Deutsche Sozialdemokratische Partei, DSP), tendo os partidos exclusivos do Sarre, como o CVP e o SPS, sofrido uma dura derrota, já que os eleitores preferiram os partidos alemães. Também se permitiu a participação do Partido Democrático do Sarre, que tinha sido proibido em 1951 devido ao seu apoio (controverso, e, segundo as autoridades da altura, inconstitucional) à anexação do Sarre pela Alemanha.
A CDU, o DSP e o DPS estavam alinhados na «Deutscher Heimatbund» (Confederação da Pátria Alemã), desde que o chanceler alemão Konrad Adenauer recomendara votar a favor do Estatuto do Sarre no referendo.

## Resultados
Os resultados foram:
| Partido | Votos   | Percentagem | Lugares  |
| ------- | ------- | ----------- | -------- |
| CDU     | 149.525 | 25,4 %      | 14 (+14) |
| DPS     | 142.602 | 24,2 %      | 13 (+13) |
| CVP     | 128.658 | 21,8 %      | 12 (–17) |
| DSP     | 84.414  | 14,3 %      | 7 (+7)   |
| KP      | 38.698  | 6,7 %       | 2 (–2)   |
| SPS     | 34.285  | 5,8 %       | 2 (–15)  |
| DDU     | 5.121   | 0,9 %       | —        |
| CSU     | 3.795   | 0,6 %       | —        |
| ÜEVS    | 2.081   | 0,4 %       | —        |